# 若林鎮興
若林鎮興（1547年—1593年）是日本戰國時代的武將。大友氏家臣，乃九州豐後水軍的代表人物。幼名鹽菊，是豐後水軍浦部眾，若林越後守之子，元服時受大友義鎮賜其偏字「鎮」而命名為鎮興。

## 生平
永祿12年（1569年）時，為因應來犯的毛利元就，大友宗麟意圖擾亂毛利後方，支持大友家的大內家遺孤大內輝弘復國，若林鎮興受命擔任警固船大將率領水軍支援輝弘，在尾浦一戰中大勝，成功突破屋代島水軍擊破毛利家防線，將大內輝弘送至周防國秋穗浦，糾集其舊屬後出兵幫助他奪回高嶺城，大內輝弘為表謝意授與若林鎮興百石的知行。但毛利家也很快派出吉川元春征討大內輝弘，在大內家復興失敗後，若林鎮興再次回到九州為大友家效力。
元龜三年（1572年），若林鎮興被派往四國救援與大友家有姻親關係的土佐一條氏，統率麾下水軍救出被長宗我部元親擊敗的一條兼定，並趁機侵入伊予國攻下西園寺的部分領地。後在天正六年（1578年）在大友家攻打日向國時，加入攻擊土持親成的戰役，以及在天正七年（1579年）時與島津水軍的日振島沖合戰中皆立下重要的戰功。
天正八年（1580年），原屬於大友家的浦部城主田原親貫引毛利家為外援謀反，若林鎮興臨危授命迎戰毛利家來援的水軍，趁著天候不佳發動攻擊，從安岐城沿海一直追擊到周防室積締造顯功，順利封鎖國東半島，大友宗麟為此完全免除了若林鎮興以後的課役，並獎勵他致力於軍船建設。天正十四年（1586年），南九州的島津義久大舉北上，為對主家盡忠，若林鎮興和嫡子若林統昌死守臼杵城，於豐臣秀吉發起九州征伐打敗島津家後，因此功被大友宗麟獎賞了高田莊內、野津院內等合計八十七貫的領地加增給若林鎮興，同時也把佐賀多聞院、筑前野間口、博多內寶光寺的領地託付給若林鎮興。並在天正十六年（1588年），獲大友義統委託管理佐賀關。
文祿元年（1592年），秀吉發起朝鮮侵略，若林鎮興亦統率水軍出兵參與，但因為大友義統在朝鮮的怯戰，大友家遭到改易，若林鎮興因而失去領地淪為浪人，隔年八月於伊予國二間津病故辭世，享年四十七歲，法名道閑。
若林鎮興之子若林統昌同樣是一名勇將，以擅長弓藝聞名，並且獲得柳生新陰流的的免許皆傳，在大友家被廢後出仕松平定勝得200石領地，老後退隱於肥前國長崎，在當地辭世。